# マルコ・パンテリッチ
マルコ・パンテリッチ（セルビア語: Марко Пантелић、英語: Marko Pantelić、1978年9月15日 - ）は、ユーゴスラビア（現・セルビア）・ベオグラード出身の元同国代表サッカー選手。ポジションはFW。

## 来歴

### クラブ
1996年、レッドスター・ベオグラードのユースに在籍していた頃、父親の仕事のために家族でギリシャへ引っ越すこととなる。14歳ながらイラクリス・テッサロニキFCとプロ契約を果たし、キャリアをスタートさせた。イラクリスでは8試合に出場して4得点を挙げている。17歳の時、パリ・サンジェルマンへと移籍を果たす。パリ・サンジェルマンではライー、マルコ・シモーネ、レオナルドといったスター選手と肩を並べることとなった。わずか3試合のみの出場に終わり、1998-1999シーズンはスイスのローザンヌへレンタル移籍をした。ローザンヌでは21試合に出場して14得点を記録している。1999-2000シーズンからは、スペインのセルタに移籍をし、翌シーズンから2年間はオーストリアのシュトゥルム・グラーツでプレーをした。
2002年夏、セルビアのスメデレヴォへ移籍をする。これにより、母国のセルビアへ帰還することとなった。2004年1月、レッドスター・ベオグラードへ移籍。レッドスター・ベオグラードでは1年半の在籍で54試合に出場して24得点を記録。2005年8月31日、移籍期限の最終日にドイツのヘルタ・ベルリンへ移籍を果たす。2005-2006シーズンは28試合に出場し11得点を挙げた。その後の2シーズンはそれぞれ14得点、13得点を記録しており、名実ともにヘルタ・ベルリンのエースストライカーであった。2008-09シーズン終了後にヘルタを退団し、2009年8月31日にアヤックス・アムステルダムに加入した。アヤックスでもエース級の活躍を見せ25試合で16得点を記録したが、優勝にはとどかず1年で退団した。
2010年8月20日、ギリシャのオリンピアコスFCに移籍した。

### 代表
セルビア・モンテネグロ代表として、2003年に初キャップを記録し、2010 FIFAワールドカップにも選出された。

## 代表歴

### 出場大会
- セルビア・モンテネグロ代表
- セルビア代表
  - 2010 FIFAワールドカップ

### 試合数
- 国際Aマッチ 3試合 0得点（セルビア・モンテネグロ、2003年-2004年）[1]
- 国際Aマッチ 40試合 10得点（セルビア、2006年-2011年）[1]

| セルビア・モンテネグロ代表 | 国際Aマッチ | 国際Aマッチ |
| 年                         | 出場        | 得点        |
| -------------------------- | ----------- | ----------- |
| 2003                       | 1           | 0           |
| 2004                       | 2           | 0           |
| 通算                       | 3           | 0           |

| セルビア代表 | 国際Aマッチ | 国際Aマッチ |
| 年           | 出場        | 得点        |
| ------------ | ----------- | ----------- |
| 2006         | 5           | 1           |
| 2007         | 7           | 0           |
| 2008         | 7           | 2           |
| 2009         | 6           | 1           |
| 2010         | 7           | 3           |
| 2011         | 8           | 3           |
| 通算         | 40          | 10          |

## 獲得タイトル
- ローザンヌ・スポルト
  - スイス・カップ : 1999
- スメデレヴォ
  - セルビア・モンテネグロカップ : 2003
- レッドスター・ベオグラード
  - セルビア・スーペルリーガ : 2003-04
  - セルビア・モンテネグロカップ : 2004
- アヤックス
  - KNVBカップ : 2010
- オリンピアコス
  - ギリシャ・スーパーリーグ : 2011